# Maksencja
Maksencja – imię żeńskie pochodzenia łacińskiego, pochodzące od imienia Maxentius, wywodzącego się od słowa maximus "największy, najwspanialszy". Patronką tego imienia jest św. Maksencja z Beauvais, Szkotka z pochodzenia, oraz św. Maksencja z Trydentu, matka św. Wigiliusza.
Męskim odpowiednikiem jest Maksencjusz.
Maksencja imieniny obchodzi 30 kwietnia i 20 listopada
W innych językach
- (ang.) Maxentia